# 本田賞
本田賞（ほんだしょう）は、本田技研工業創立者の本田宗一郎らの寄付金で設立された公益財団法人本田財団が授与する賞。1980年創設。毎年1件で、エコテクノロジー技術に顕著な貢献をした個人（またはグループ）に与えられるもので、国籍は問わない。副賞は1000万円。毎年9月下旬頃に発表され、11月に授賞式が行われる。

## 受賞者一覧
- 2024年: ジェームズ・フジモト
- 2023年: 佐川眞人、ジョン・クロート（John J. Croat）
- 2022年: 香取秀俊[1]
- 2021年: アリム・ルイ・ベナビッド（en:Alim Louis Benabid）
- 2020年: ヘニング・カガーマン（en:Henning Kagermann）
- 2019年: ジェフリー・ヒントン
- 2018年: 舛岡富士雄
- 2017年: 松波弘之
- 2016年: 磯貝明、矢野浩之
- 2015年: ラッセル・テイラー（Russell H. Taylor）
- 2014年: ヘルムート・クレメンス（Helmut Clemens）
- 2013年: ジョン・ティンズリー・オーデン（en:J. Tinsley Oden）
- 2012年: デニ・ルビアン（fr:Denis Le Bihan）
- 2011年: ガボール・ソモライ
- 2010年: アントニオ・ダマジオ
- 2009年: イアン・フレイザー（en:Ian Frazer）
- 2008年: マキシミリアン・ハイダー、ハラルド・ローゼ、クヌート・ウルバン
- 2007年: フィリップ・ムレ（fr:Philippe Mouret）
- 2006年: リチャード・ネルソン（en:Richard R. Nelson）
- 2005年: ラジ・レディ
- 2004年: ウォルター・ウィレット
- 2003年: 森健一
- 2002年: バリー・ジョン・クーパー（Barry John Cooper）
- 2001年: ドナルド・マッケイ（Donald Mackay）
- 2000年: 中村修二
- 1999年: アレクサンドラ・コルンハウザー（sl:Aleksandra Kornhauser Frazer）
- 1998年: ユベール・キュリアン（en:Hubert Curien）
- 1997年: ギュンター・E・ペツオー（en:Gunter E. Petzow）
- 1996年: ブルース・エイムス
- 1995年: オーケ・アンダーソン（sv:Åke E. Andersson）
- 1994年: ブノワ・マンデルブロ
- 1993年: 堀越弘毅
- 1992年: ヘルマン・ハーケン
- 1991年: モンコンブ・スワミナサン
- 1990年: フライ・オットー
- 1989年: ロトフィ・ザデー
- 1988年: パオロ・マリア・ファゼラ（Paolo Maria Fasella）
- 1987年: ジャン・ドーセ
- 1986年: 西澤潤一
- 1985年: カール・セーガン
- 1984年: ウンベルト・コロンボ（Umberto Colombo）
- 1983年: イリヤ・プリゴジン
- 1982年: ジョン・F・コールズ（John F. Coales）
- 1981年: ハロルド・チェスナット（en:Harold Chestnut）
- 1980年: グナー・ハンベリュース（sv:Gunnar Hambraeus）